# Zen (série télévisée)
Pour les articles homonymes, voir Zen (homonymie).
Zen est une série télévisée britannique diffusée du 2 au 16 janvier 2011 sur la chaîne BBC One. Adaptée des romans de Michael Dibdin sur Aurelio Zen, elle est annulée par la BBC après la diffusion de la première saison.
En France, la série est diffusée depuis le 4 avril 2012 sur 13e rue, et aux États-Unis sur PBS (dans la série d'anthologie Masterpiece) en juillet 2011.

## Synopsis
« Zen » raconte les péripéties d’Aurelio Zen (Rufus Sewell) dans la capitale de Rome. Flic italien, d'origine vénitienne parfois maladroit, séducteur malgré lui qui vit toujours chez sa mère… il est pourtant tiraillé entre les exigences de son supérieur hiérarchique et celles de certains hommes politiques. il tente cependant de rester droit alors qu’une relation de séduction va peu à peu se créer avec Tania Moretti (Caterina Murino), la secrétaire de son chef.

## Distribution
- Rufus Sewell : Aurelio Zen
- Caterina Murino : Tania Moretti
- Julie Cox : Mara
- Callum Blue : Carlo
- Valentina Cervi : Arianna
- Catherine Spaak : Mamma
- Ben Miles : Amedeo Colonna
- Stanley Townsend (en) : Moscati
- Ed Stoppard : Vincenzo Fabri
- Vincent Riotta (en) : Giorgio de Angelis
- Sargon Yelda : Romizi
- Francesco Quinn : Gilberto Nieddu
- Anthony Higgins : Guerchini
- Garry Cooper : Angelo

## Épisodes (2011)
1. Vendetta (Vendetta)
2. Cabale (Cabal)
3. La Guerre des chefs (Ratking)